# 산본천
산본천(山本川)은 경기도 군포시 산본동에서 발원하여 경기도 군포시 금정동에서 안양천으로 유입되는 군포시의 복개하천이다. 길이는 약 3.24km이며, 현재는 하천복개공사를 통해 상류를 제외한 전구간이 복개되어 산본신도시의 주요 도로로 이용되고 있다. 군포시가 추진하는 산본천 옛물길 복원사업에 따라 금정역부터 안양천 합류지까지의 구간이 생태하천으로 복원될 예정이다.

## 지류
산본1천과 수리산천을 포함한 총 6개의 지류를 가지고 있으며 해당 지류들은 1990년대 전후로 모두 복개되어 도로로 사용되고 있다.